# Maria Helena Souza Patto
Maria Helena Souza Patto (nascida em Taubaté em 1942) é uma psicóloga brasileira conhecida por seu trabalho em psicologia escolar e educacional. Ela é professora emérita do Instituto de Psicologia da Universidade de São Paulo, tendo atuado também como diretora do Instituto entre 2004 e 2008.
Ela é conhecida principalmente por suas pesquisas sobre o fracasso escolar no Brasil. Seu livro, A Produção do Fracasso Escolar, é considerado um clássico da psicologia brasileira.